# Toys in the Attic
A Toys in the Attic az Aerosmith együttes 1975-ben megjelent harmadik albuma. A Billboard magazin albumlistáján a 11. helyet érte el. Ez volt a  nagy áttörésük, és a lemezt a mai napig a hard rock egyik alapművének tartják a kritikusok. A Rolling Stone magazin Minden idők 500 legjobb albumának listáján a 228. helyre sorolták. Szerepel az 1001 lemez, amit hallanod kell, mielőtt meghalsz című könyvben.

## Az album dalai
|    | Cím                 | Szerző(k)               | Hossz |
| -- | ------------------- | ----------------------- | ----- |
| 1. | Toys in the Attic   | Joe Perry, Steven Tyler | 3:05  |
| 2. | Uncle Salty         | Tom Hamilton, Tyler     | 4:10  |
| 3. | Adam's Apple        | Tyler                   | 4:34  |
| 4. | Walk This Way       | Perry, Tyler            | 3:40  |
| 5. | Big Ten Inch Record | Fred Weismantel         | 2:16  |
| 6. | Sweet Emotion       | Hamilton, Tyler         | 4:34  |
| 7. | No More No More     | Perry, Tyler            | 4:34  |
| 8. | Round and Round     | Tyler, Brad Whitford    | 5:03  |
| 9. | You See Me Crying   | Don Solomon, Tyler      | 5:12  |

## Helyezések és eladási adatok

### Helyezések
Album
| Év   | Lista                 | Helyezés |
| ---- | --------------------- | -------- |
| 1976 | US Billboard 200      | 11       |
| 1976 | Canada RPM 100 Albums | 7        |

Kislemezek
| Év   | Kislemez          | Lista                      | Helyezés |
| ---- | ----------------- | -------------------------- | -------- |
| 1975 | Sweet Emotion     | The Billboard Hot 100      | 36       |
| 1975 | Walk This Way     | The Billboard Hot 100      | 10       |
| 1975 | Toys In The Attic | The Billboard Hot 100      | 96       |
| 1991 | Sweet Emotion     | Hot Mainstream Rock Tracks | 36       |

### Eladási adatok és minősítések
| Szervezet     | Minősítés  | Dátum               |
| ------------- | ---------- | ------------------- |
| RIAA – U.S.   | arany      | 1975. augusztus 11. |
| RIAA – U.S.   | platina    | 1986. november 21.  |
| RIAA – U.S.   | 5x platina | 1988. december 21.  |
| RIAA – U.S.   | 6x platina | 1994. október 28.   |
| RIAA – U.S.   | 8x platina | 2002. június 4.     |
| RIAA – U.S.   | 9x platina | 2021. november 4.   |
| CRIA – Kanada | arany      | 1977. április 1.    |
| CRIA – Kanada | platina    | 1978. december 1.   |

## Közreműködők
- Steven Tyler – ének, billentyűk, szájharmonika, ütőhangszerek
- Joe Perry – szólógitár, háttérvokál
- Brad Whitford – ritmusgitár
- Tom Hamilton – basszusgitár, ritmusgitár az Uncle Salty-n
- Joey Kramer – dob, ütőhangszerek
- Scott Cushnie – zongora a Big Ten Inch Record és No More No More dalokon
- Jay Messina – basszus marimba a Sweet Emotion-ön
- ismeretlen gitáros – szólók at Adam's Apple és Walk This Way dalokon